# Veitsau
Veitsau ist ein Stadtteil der Stadtgemeinde Berndorf, Niederösterreich. Das ehemalige Dorf und der heutige Stadtteil ist im Norden mit Berndorf verwachsen.

## Geschichte
Im Franziszeischen Kataster von 1820 sind die ehemals dörflichen Strukturen noch gut erkennbar.
Mit Landesgesetz vom 26. April 1923 wurde Veitsau mit Berndorf vereinigt und die Katastralgemeinde Berndorf IV von Veitsau abgespalten. Davor war die Katastralgemeinde Veitsau der Ortsgemeinde Grillenberg zugeteilt, aus der die dicht besiedelten Teile von Veitsau sowie Steinhof herausgelöst und der Stadtgemeinde „Groß-Berndorf“ zugeschlagen wurden. Die unbesiedelten Teile der Katastralgemeinde Veitsau verblieben ebenso wie die Rotte Steinhof bei Grillenberg, das Hernstein zugeteilt wurde.

## Öffentliche Einrichtungen
In Veitsau befindet sich ein Kindergarten.